# Saalfunk
Saalfunk bezeichnete in den 1920er-Jahren in Deutschland ein Konzept, wonach Funksendungen in Sälen vor zahlendem Publikum wiedergegeben werden sollten.
Die Deutsche Stunde, Gesellschaft für Drahtlose Belehrung und Unterhaltung mbH, hatte geplant, Berliner Gaststätten mit entsprechenden Programmen zu versorgen. Die Darbietungen sollten dem Publikum gegen Entgelt angeboten werden. Das Angebot kam nicht zustande, weil die Reichspost, die die Sender betreiben sollte und die auch zur Hälfte an den Geschäftsanteilen beteiligt werden sollte, die Pläne ablehnte, da die damit verbundenen Beschränkungen für die Reichspost und für die Hörer als für zu weitgehend erachtet wurden. Weder sollten die Hörer nur auf bestimmte Empfänger verwiesen werden, noch sollte der Empfang der Sendungen nur für eine bestimmte Gruppe von Personen möglich sein. Man wollte sich an die Allgemeinheit wenden. Deshalb entsprach das Konzept des Saalfunks nicht den Plänen Hans Bredows. Außerdem wollte die Reichspost ihr Monopol zum Betrieb von Rundfunksendern nicht mit einem privaten Veranstalter teilen.